# Onze Lieve Vrouwewal
De Onze Lieve Vrouwewal (Maastrichts: Slevrouwewal) is zowel een straat als een stadsmuur of -wal – in het laatste geval geschreven als Onze-Lieve-Vrouwewal – in het centrum van de Nederlandse stad Maastricht. De wal langs het Stadspark Maastricht en de Maas was onderdeel van de eerste en tweede middeleeuwse stadsmuur van Maastricht. De oorspronkelijke wal dateert uit de 12e of 13e eeuw, maar is in de loop der eeuwen diverse malen vernieuwd. De gelijknamige straat in het Jekerkwartier, die via trappen uitsluitend toegankelijk is voor voetgangers, telt vier rijksmonumenten, waaronder de wal zelf.

## Geschiedenis

### Bouw middeleeuwse stadsmuur en Onze-Lieve-Vrouwewal

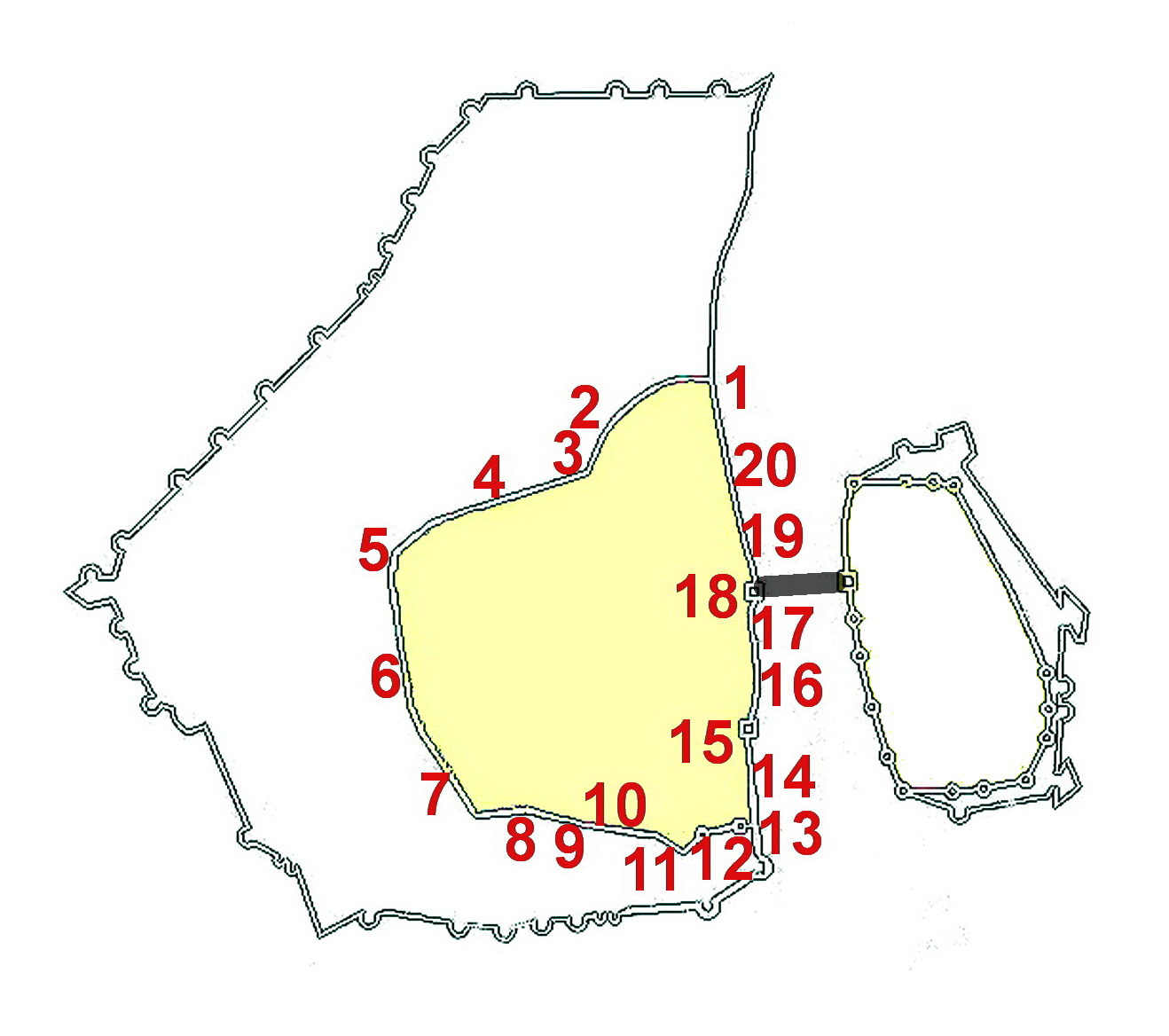
Eerste middeleeuwse stadsmuur met Jekertoren (13), Onze-Lieve-Vrouwewal (14) en -poort (15)

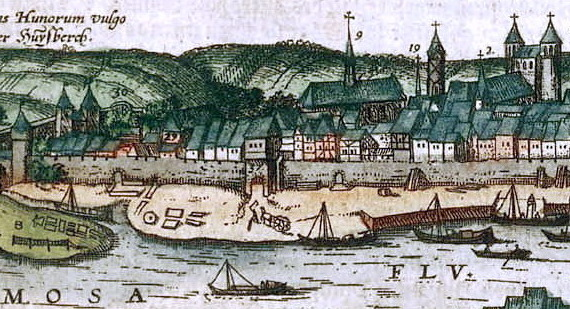
Maas en Onze-Lieve-Vrouwewal, ca. 1570

Over de exactie bouwgeschiedenis van de eerste stadsomsluiting van Maastricht is geen duidelijkheid. In 1229 gaf de hertog van Brabant toestemming om een stenen muur om de stad te bouwen. Eerder was er al een aarden wal opgeworpen met daarop palissaden, maar deze was door de bisschop van Luik, medeheer van het tweeherige Maastricht, verwoest tijdens het Beleg van Maastricht (1204). De nieuwe muur bestond uit kolenzandsteen, strekte zich uit over een lengte van ongeveer 2,5 kilometer, was 6 à 8 meter hoog en had in totaal 11 poorten, 8 aan de westzijde van de Maas en 3 in Wyck. Van de grotere poorten is alleen de Helpoort overgebleven.
De Onze-Lieve-Vrouwewal strekte zich oorspronkelijk uit van de Maasbrug tot aan de Jekertoren. De kade tussen de wal en de Maas heette hier Het Bat (het Waalse woord voor 'dijk'). Eeuwenlang was dit de belangrijkste loskade in Maastricht. Na het gereedkomen van de tweede stadsomsluiting bleef de wal gewoon in gebruik, aangezien er langs de Maas nauwelijks ruimte was voor een verruiming van de enceinte (vestinggordel). Doordat de gevechtstechnieken zich voortdurend verder ontwikkelden was het eind 15e eeuw noodzakelijk de stadsmuren verder te versterken met bolwerken. Ook aan de Maaskade, tussen de Maasbrug en de Onze-Lieve-Vrouwepoort, kwam een bolwerk tot stand. Ten zuiden van de Jekertoren werd op het grondgebied van Sint Pieter de daar ontstane Nieuwstad met een aarden omwalling ingelijfd, een eerste kleine stadsuitleg na de bouw van de tweede stadsmuur. Vanaf ongeveer 1500 werd deze lokale verdedigingslinie versteend en werden twee nieuwe rondelen aangelegd (1516). In 1563 werd de Jekermonding naar het noorden verlegd om verdere verlanding van de Maasoever tegen te gaan. In de 17e eeuw werd de stadsmuur langs de Maas op diverse plaatsen herbouwd en versterkt met aarden wallen. Het noordelijke deel van Het Bat bij de brug werd in 1640 binnen de ommuring gebracht, waardoor de Visserspoort moest verdwijnen. De nieuwgebouwde Batpoort bevond zich in een knik van de muur en zag uit op het zuiden.
In de Onze-Lieve-Vrouwewal waren, naast de hoofdpoorten Visserspoort (later Batpoort) en Onze-Lieve-Vrouwepoort, diverse waterpoorten en poternes aanwezig; de laatste waren kleinere poorten die bij oorlogsdreiging gemakkelijk dichtgemetseld konden worden. Tussen de Maasbrug en de Onze-Lieve-Vrouwepoort bevonden zich zeven poortjes, waaronder de Latteporte (genoemd in 1543; waarschijnlijk aan de Houtmaas), de Panspoert aen der Maesen ofwel Maesporte aen den Ancker (genoemd in 1523 en 1542; tegenover het huis Den Ancker aan de Ekster- of Pansstraat), het Sinter-Claesportgien (genoemd in 1523, naar de Sint-Nicolaaskerk?), twee Stoeve-poorten (genoemd in 1381 en 1406; nabij de stoven of bordelen in de Stokstraat) en het Gruysenpoortje (genoemd vanaf 1504; achter de Onze-Lieve-Vrouwekerk). Laatstgenoemde poort werd in 1552 dichtgemetseld om het smokkelen van bier en wijn vanuit het nabije Sint Pieter te voorkomen. In de wal ten zuiden van de Onze-Lieve-Vrouwepoort zijn nog vijf dichtgemetselde poternes bewaard gebleven, waarvan echter geen namen bekend zijn. Eén daarvan, thans Poort van Bonhomme genoemd, werd omstreeks 1871 heropend.

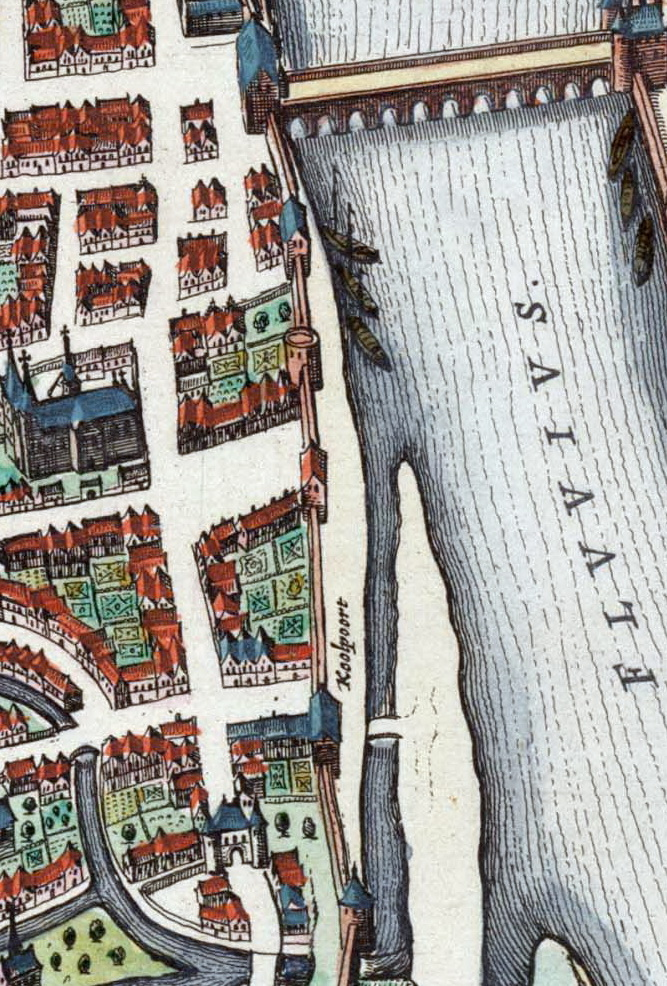
Het gebied tussen Maasbrug en Jekertoren.  (Atlas van Blaeu, 1652)
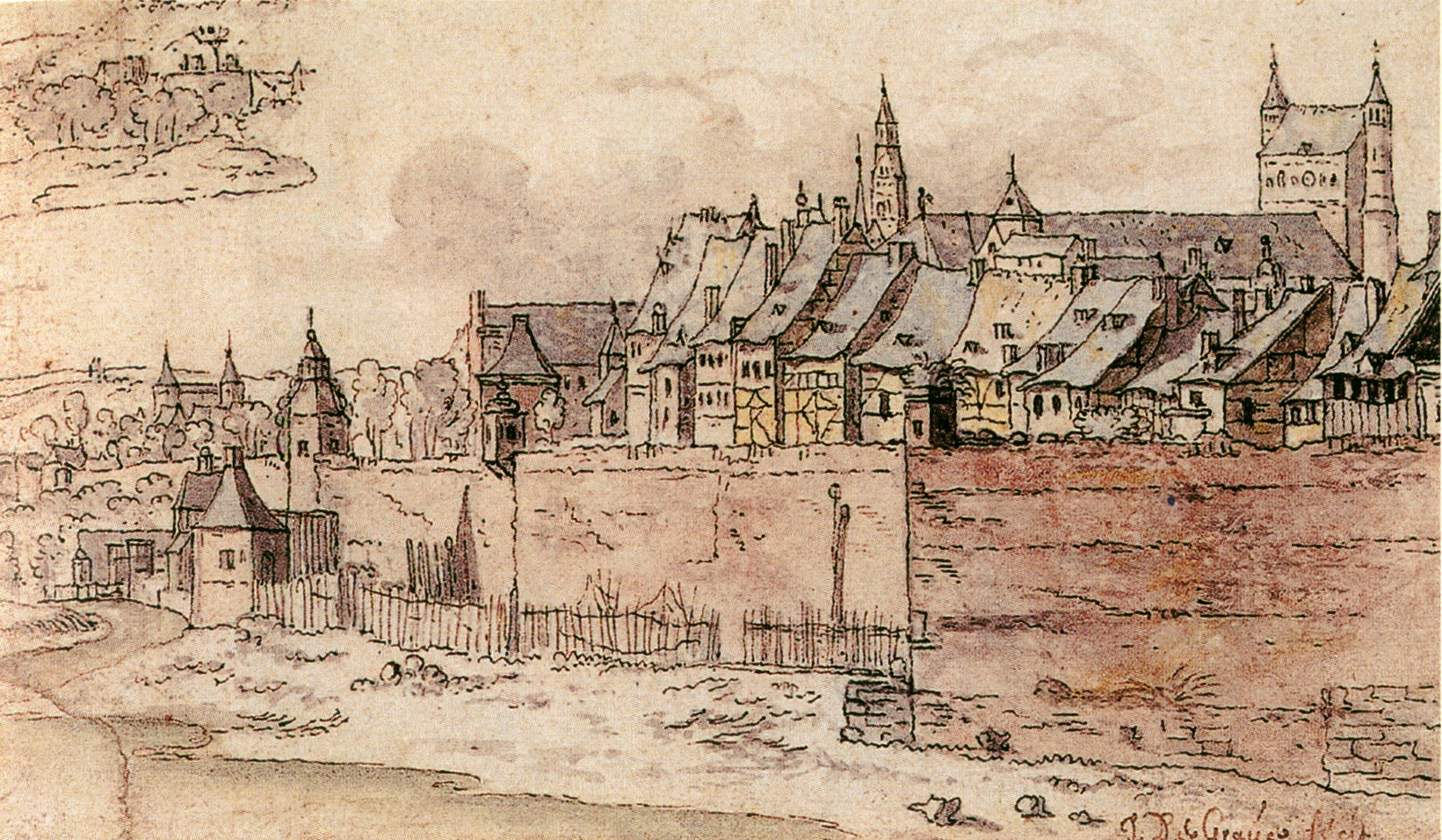
Zuidwestelijke Maasoever gezien vanaf de brug. Links op de voorgrond de Onze-Lieve-Vrouwepoort. (J. de Grave, 1670)
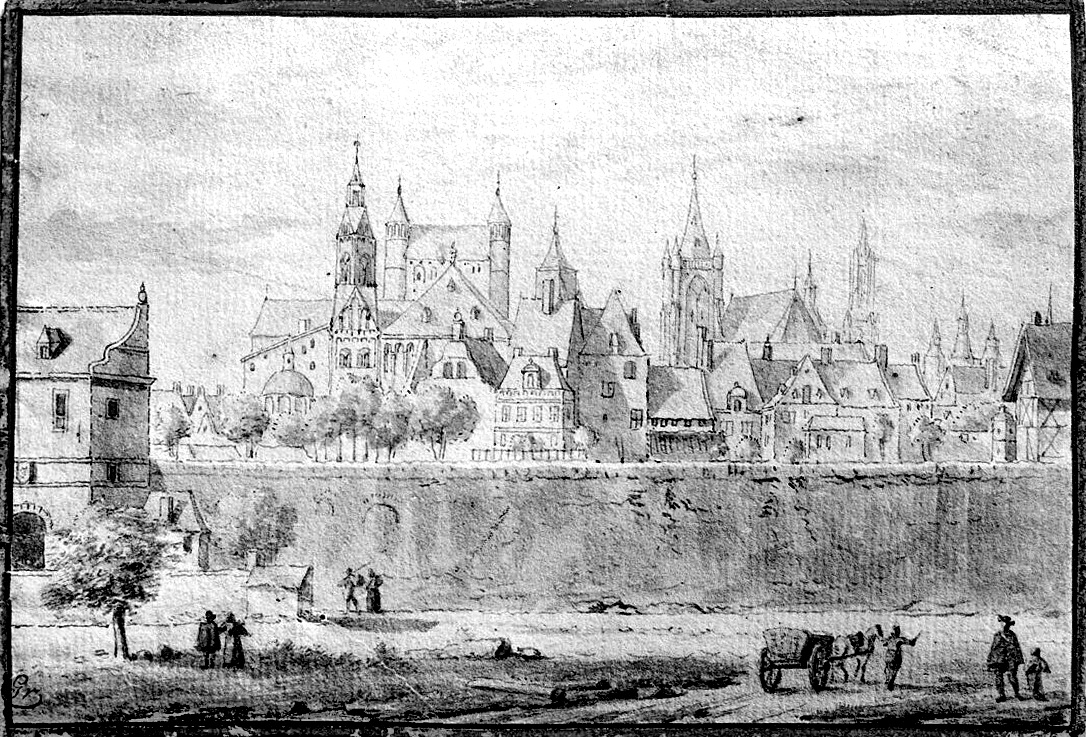
Het Bat en Onze-Lieve-Vrouwewal tot aan de Onze-Lieve-Vrouwepoort (A. Rademaker?, ca. 1800)
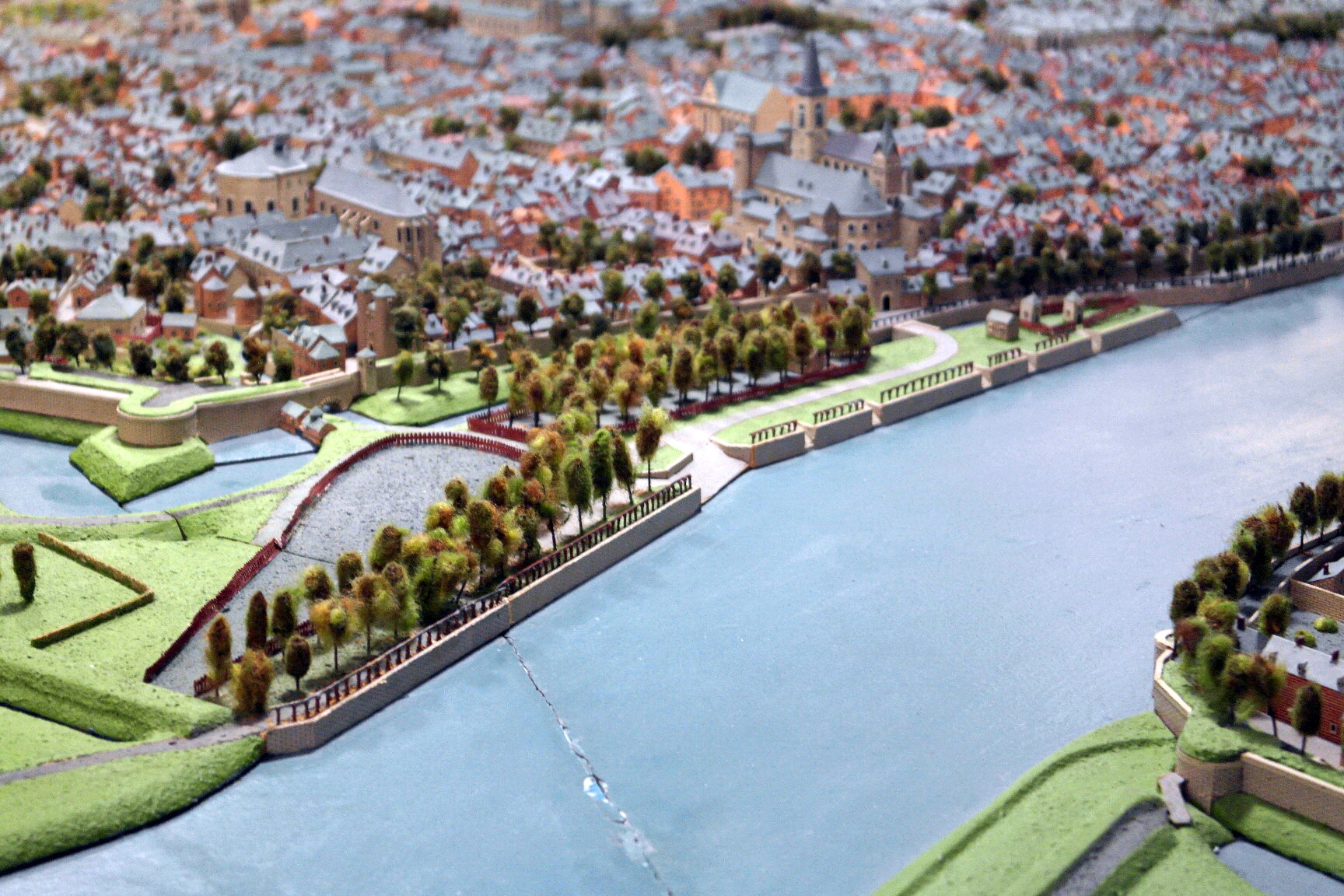
Hetzelfde gebied met "De Boompjes" (Maquette van Maastricht, ca. 1750)

### Aanleg Boompjes, Kanaal Luik-Maastricht en Stadspark

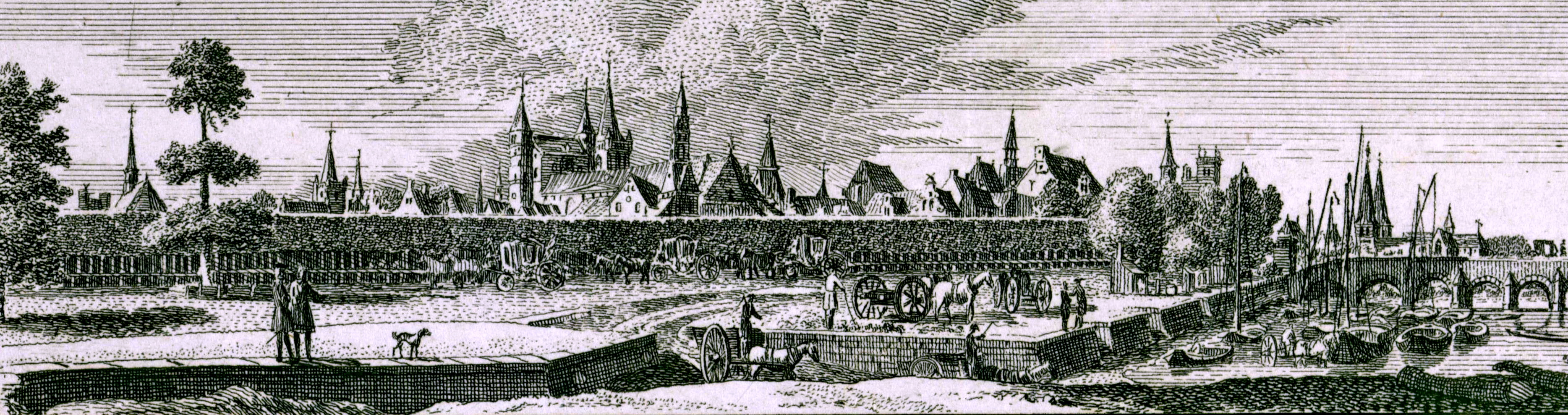
De Boompjes, ets van Hendrik Spilman naar een tekening van Jan de Beijer (1740)

In 1706 werd een deel van Het Bat, tussen de Onze-Lieve-Vrouwepoort en de Jekertoren, beplant met linden. Het gebied stond daarna bekend als De Boompjes of Onder de Boompjes. Zowel op een tekening van Jan de Beijer als op de bekende Maquette van Maastricht zijn de keurig gesnoeide 'boompjes' goed te herkennen. In 1831, tijdens de Blokkade van Maastricht, werden de bomen gerooid en het terrein ingericht als exercitieplaats voor het garnizoen. In 1837, na het opheffen van de blokkade, werd er opnieuw een park aangelegd, deze keer in Engelse landschapsstijl (Ingelsen Hoof).
Door het graven van het Kanaal Luik-Maastricht in 1847-'50 verdween een groot deel van Het Bat en van de Ingelsen Hoof. De Batpoort werd gesloopt. Met de stenen werd de Onze-Lieve-Vrouwepoort herbouwd en op de dijk tussen Jeker en kanaal een tamboer aangelegd. Dat was een klein verdedigingswerk bestaande uit twee vleugelmuren met schietgaten en stenen stijlen, waarin balken konden worden geplaatst om de toegang te versperren. Een van de stijlen is bewaard gebleven. Links en rechts voor de poort lagen aan het kanaal twee kleine woningen, voor de brugwachter en het douanekantoor. Het kanaal werd van 1962-'67 gedempt, waarna het vrijgekomen terrein deels werd gebruikt voor de aanleg van de Maasboulevard, waarvoor opnieuw een deel van het Stadspark moest verdwijnen.

### Ontmanteling vesting en behoud Onze-Lieve-Vrouwewal

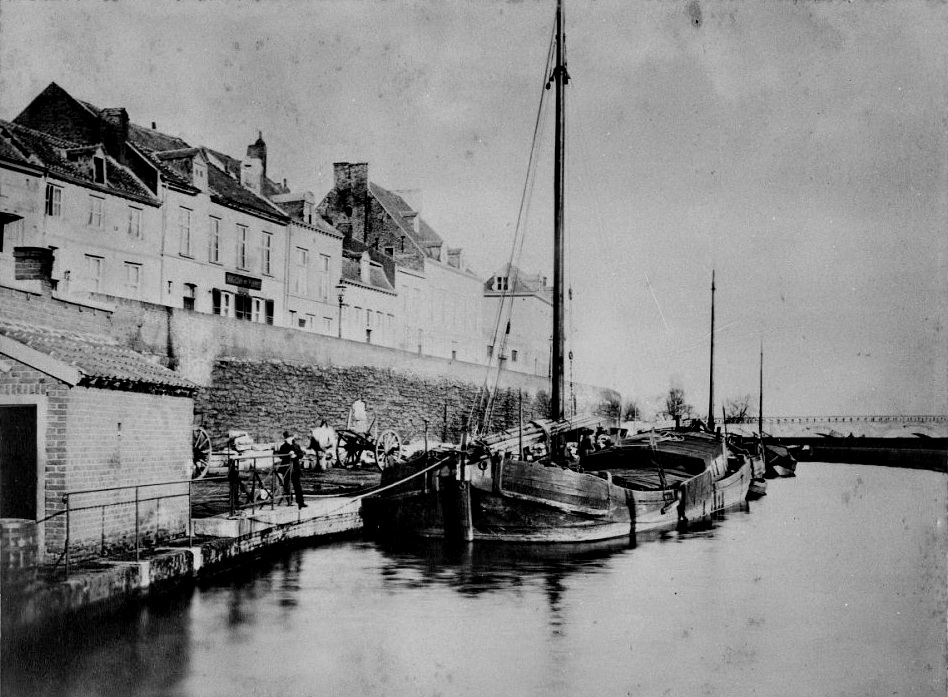
Kanaal Luik-Maastricht en gesloopt deel van de wal (ca. 1900)

Op 29 mei 1867 ondertekende koning Willem III der Nederlanden, na lang aandringen van onder andere de gemeente Maastricht, het besluit tot opheffing van de vestingstatus van Maastricht, Venlo, Bergen op Zoom, Vlissingen en enkele andere vestingen. In de jaren daarna werd de vesting Maastricht in opdracht van het Ministerie van Oorlog ontmanteld, waarna de gronden werden overgedragen aan de Dienst der Registratie en Domeinen voor sloop en herbestemming. De stadspoorten van Maastricht werden tussen 1867 en 1870 gesloopt. De in 1676 dichtgezette en ingemuurde Lindenkruispoort kwam bij verrassing tevoorschijn tijdens het slopen van het muurgedeelte tussen Brusselsepoort en Boschpoort (1874). De ontmanteling en de afbraak van de stadsmuur en de meeste buitenwerken werden door de meeste tijdgenoten gezien als het begin van een periode van grotere welvaart. Tegen de afbraak van de eeuwenoude stadspoorten rees dan ook nauwelijks protest. Bij de start van de afbraak van de Tongersepoort in december 1867 was geen enkele bepaling opgenomen over documentatie en oudheden. Door toedoen van de kunstenaar en oudheidkundige Alexander Schaepkens en de jonge Victor de Stuers werd bij de sloopbestekken van de andere poorten bepaald dat gedetailleerde tekeningen en foto's gemaakt moesten worden. Beiden maakten afbeeldingen van de af te breken bouwwerken. De tekenmeester Johannes Brabant maakte in opdracht van het Geschied- en Oudheidkundig Genootschap honderden schetsen en de fotograaf Theodor Weijnen foto's van de te slopen vestingwerken.
De sloop van de Onze-Lieve-Vrouwepoort en een klein, direct aanpalend deel van de wal vond plaats in 1868. Daardoor werd de Onze-Lieve-Vrouwewal opgedeeld in twee delen. De geleidelijke afbraak van de stadsmuur langs de Maaskades ging daarna nog door tot begin 20e eeuw. Door toedoen van De Stuers en anderen bleef het zuidelijk deel gespaard. In 1904-'05 was men al begonnen met de sloop van dat gedeelte van de wal, maar dit moest mede op aandrang van het rijk worden stopgezet. Een brede trappenpartij gaf vanaf de noordzijde toegang tot de op de wal gelegen woningen. Ook het langs het huidige Bat gelegen, noordelijke gedeelte kreeg aan de zuidzijde een trappenpartij, maar zou later worden gesloopt. In 1911 werd de vervallen Jekertoren aan de zuidkant van de wal deels herbouwd. 
Aan de Wyckse kant van de rivier zijn de Oeverwal en Stenenwal (met Wycker Waterpoort en Hoge Maaspunttoren) nog deels oorspronkelijk, maar daar is de kademuur tot op maaiveldniveau verlaagd. Alle Maaspoorten zijn in de 19e eeuw gesloopt; de Wycker Waterpoort werd echter enkele jaren na de sloop in 1890 op bevel van de rijksoverheid herbouwd.
Begin jaren 1960 werd het Kanaal Luik-Maastricht gedempt en tussen 1965 en 1979 werd hier in fasen de Maasboulevard aangelegd. De aanleg van de tweede fase, tussen de Graanmarkt en de John F. Kennedybrug begon in 1968. In 1977 kwam de ondergrondse Maasparking (nu Onze-Lieve-Vrouweparking) gereed tussen de Maasboulevard en de Onze-Lieve-Vrouwewal, waarna het Stadspark boven de parkeergarage hersteld kon worden. Vanwege de geringe diepte van de grondlaag kunnen hier echter geen bomen groeien. Eveneens in 1977 werd de waarschijnlijk 17e-eeuwse borstwering van de Onze-Lieve-Vrouwewal wegens bouwvalligheid afgebroken en met dezelfde bakstenen weer opgebouwd.

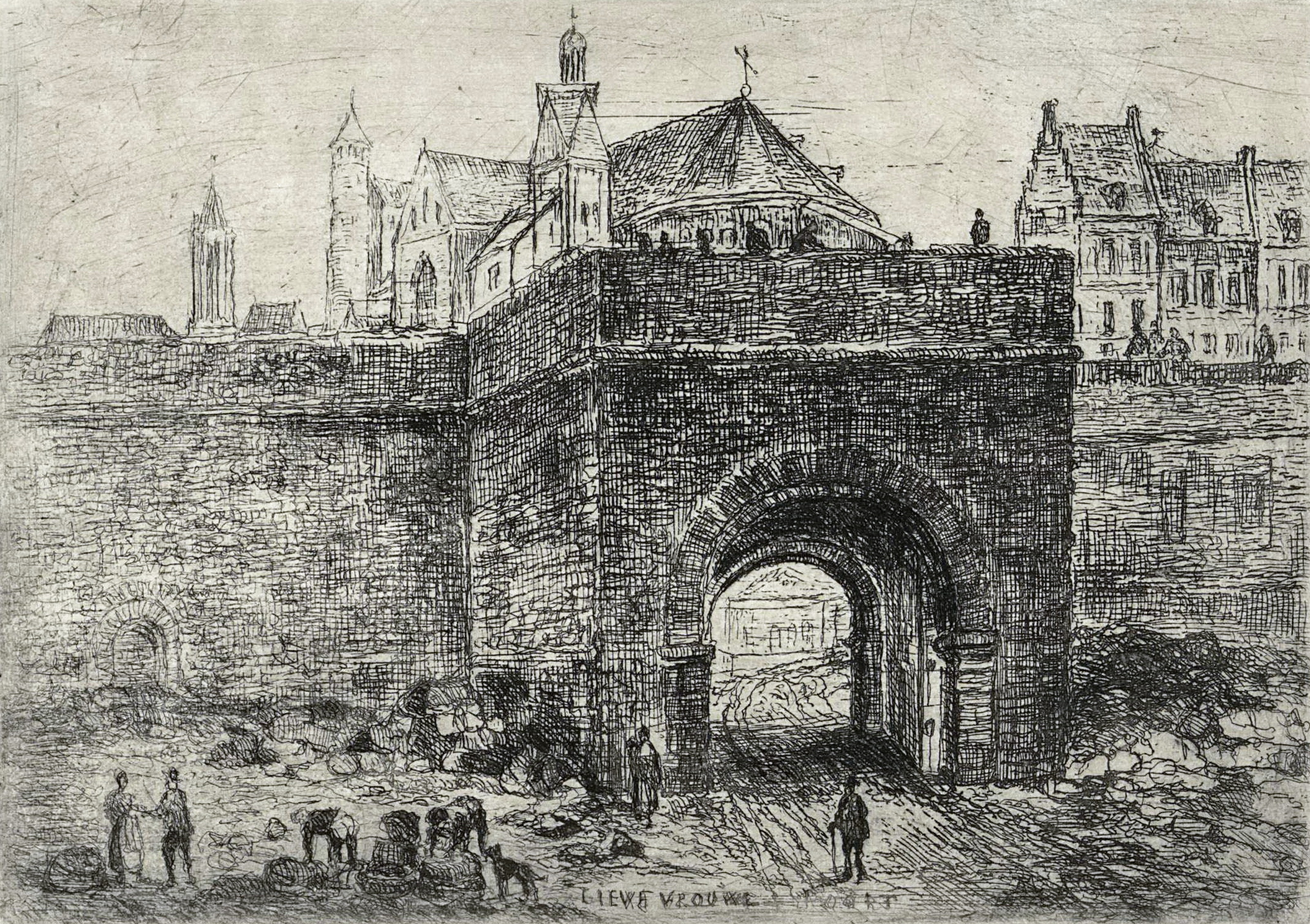
Onze-Lieve-Vrouwepoort (Arnoud Schaepkens, ca. 1850)
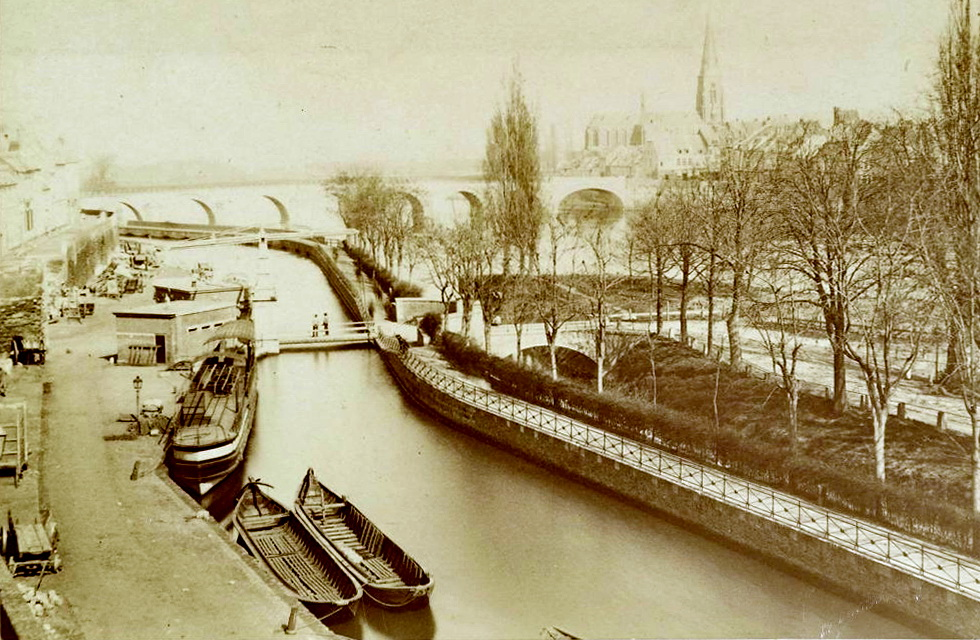
Kanaal Luik-Maastricht (links) en Jeker (1883)
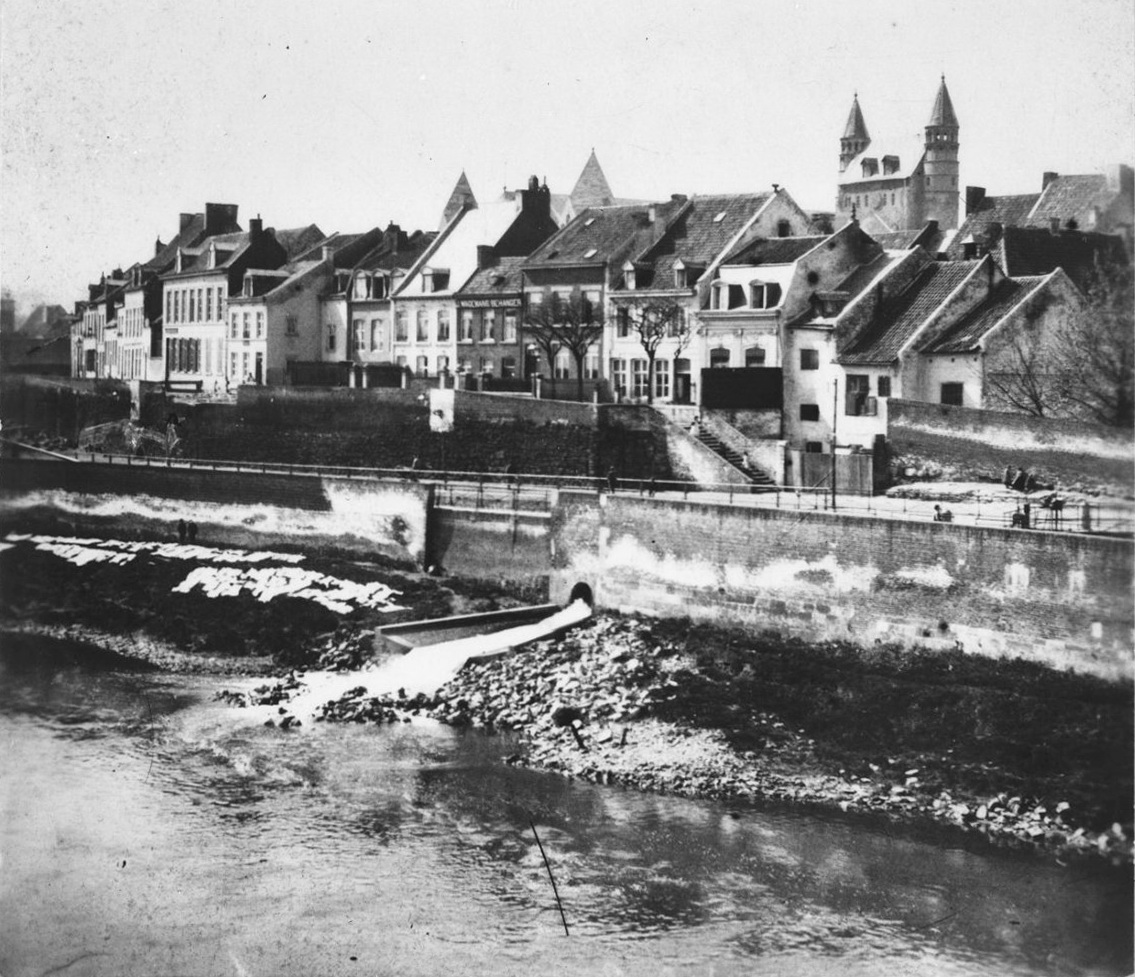
Spuisluis in het Kanaal Luik-Maastricht ter hoogte van Het Bat (foto: Emile Sohl, 1886)
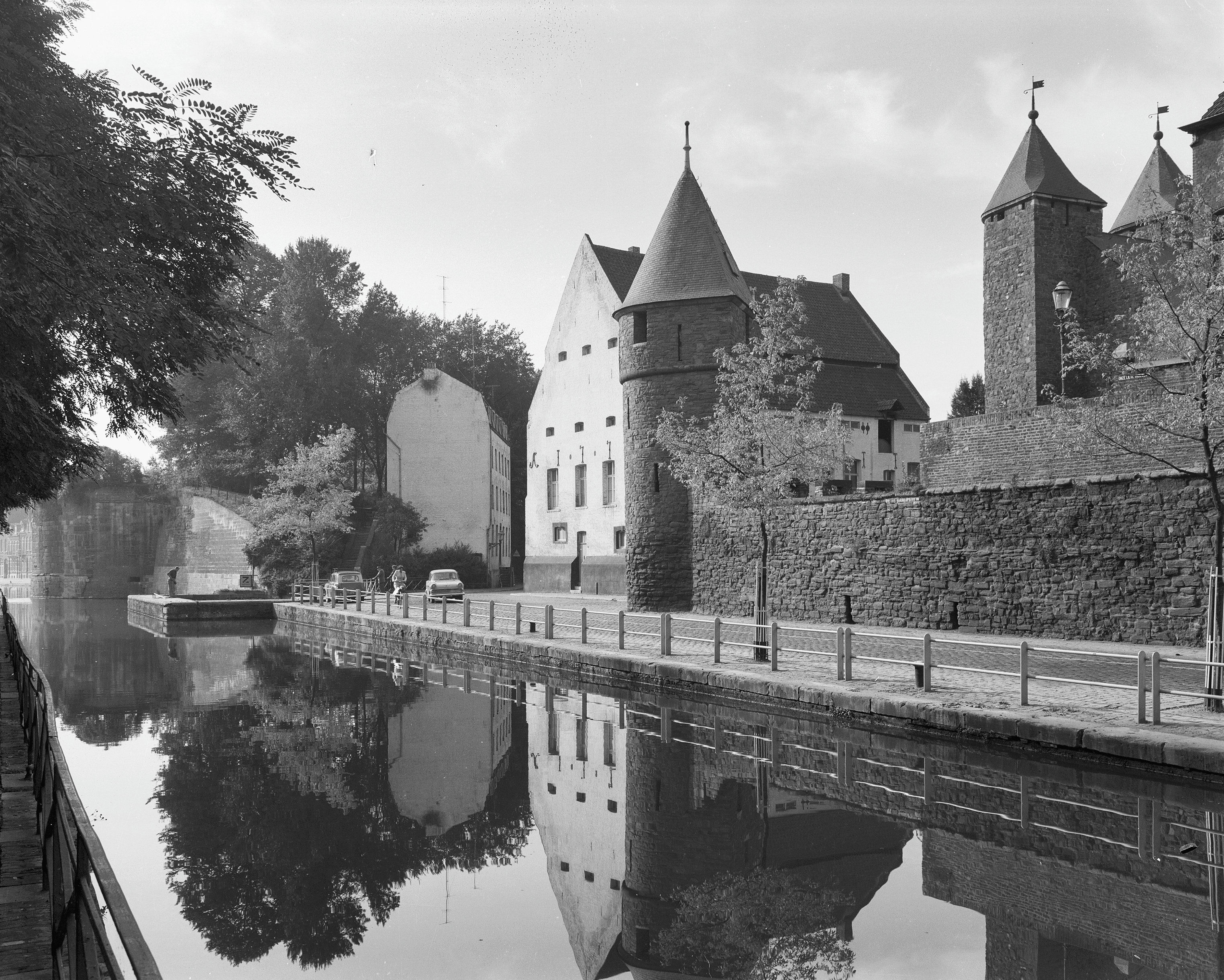
Kanaal, Jekertoren en Onze-Lieve-Vrouwewal (1961)

## Cultuurhistorische erfenis
Van de stadwallen langs de Maas zijn de Onze-Lieve-Vrouwewal en de naastgelegen Jekertoren het best bewaard gebleven. De walmuur bestaat aan de Maaszijde uit ruwe blokken kolenzandsteen en is ongeveer 7 meter hoog. Aan de stadszijde bestaat het restant van de borstwering uit een bakstenen muur op een laag mergelblokken. De hoogte van de borstwering bedraagt hier 175 cm. Doordat het straatniveau in de loop der eeuwen enigszins is opgehoogd, zitten de drie oorspronkelijke schietgaten thans op een hoogte van iets meer dan een halve meter. De bij een restauratie in 1977 aangebrachte schietgaten zitten hoger. Het voor de wal gelegen deel van het Stadspark heet hier De Boompjes, naar het 18e-eeuwse wandelpark. Voor de walmuur staat een vijftal kanonnen opgesteld, afkomstig van de Zeeuwse Deltawerken. Ze zijn drie meter lang; de maximale doorsnede varieert van 55 tot 68 cm. Drie van de vijf kanonnen zijn volgens het opschrift uit Luik afkomstig en dateren uit 1818 of 1819. Van de gesloopte Onze-Lieve-Vrouwepoort is slechts het 18e-eeuwse binnenwachthuis op de Graanmarkt bewaard gebleven.

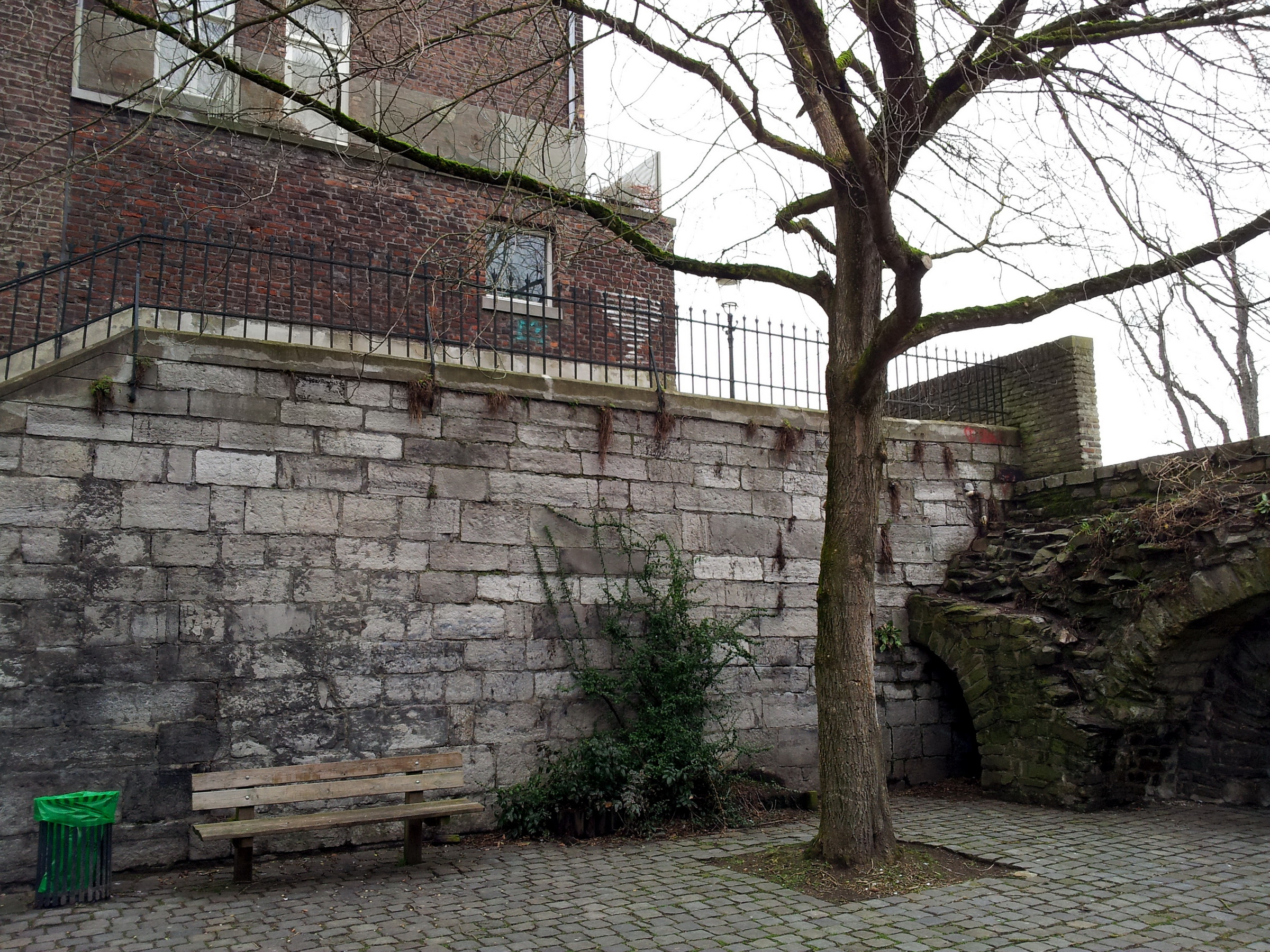
Zuidelijke trap bij Jekertoren
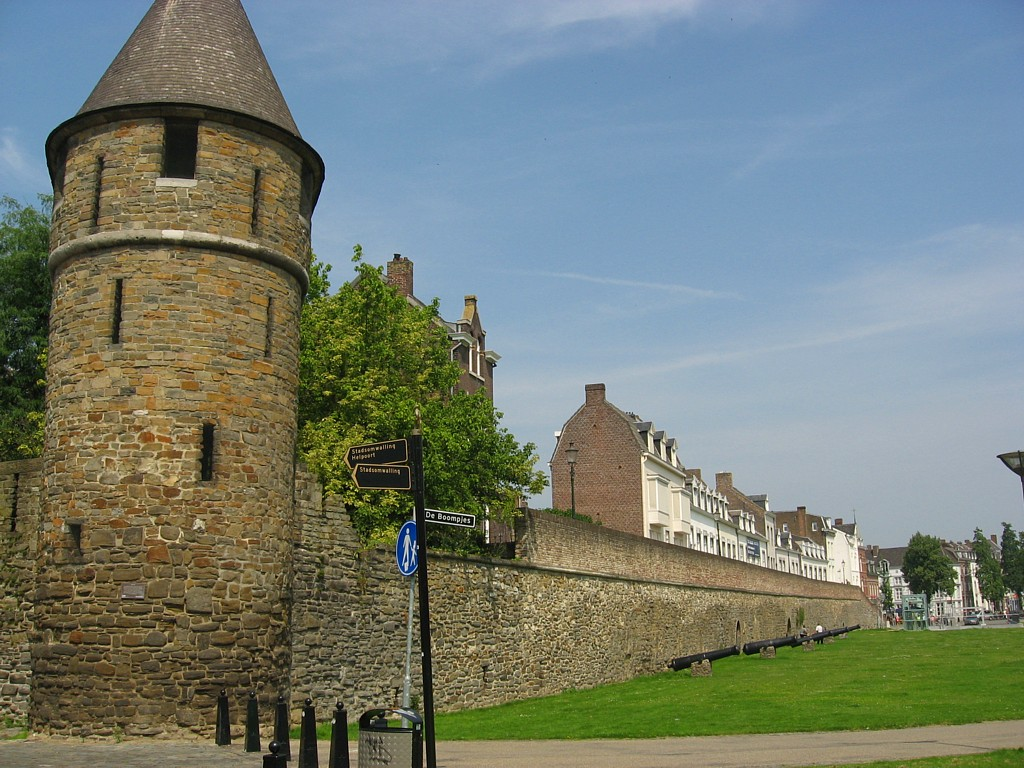
Jekertoren en stadswal
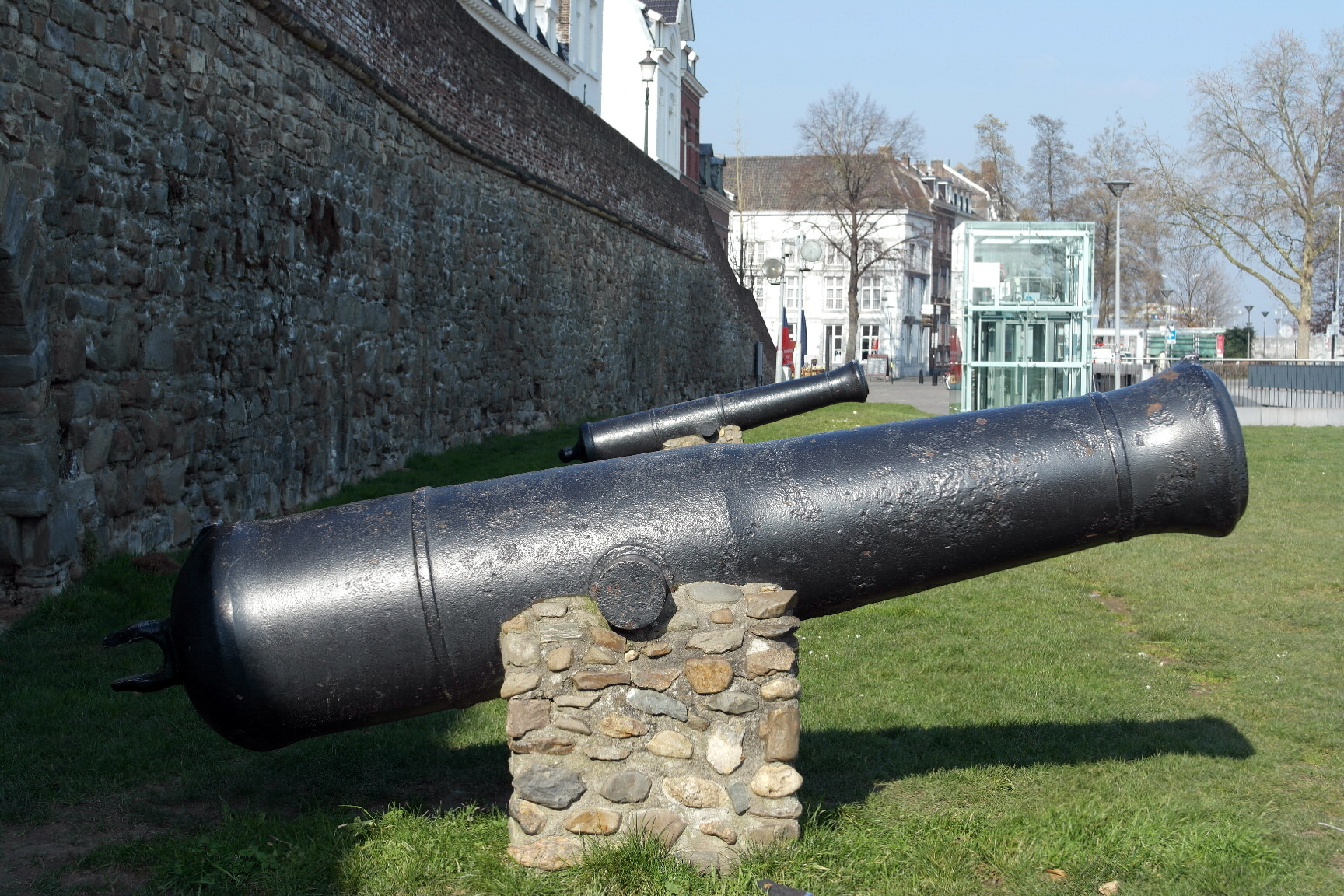
Kanonnen langs de wal
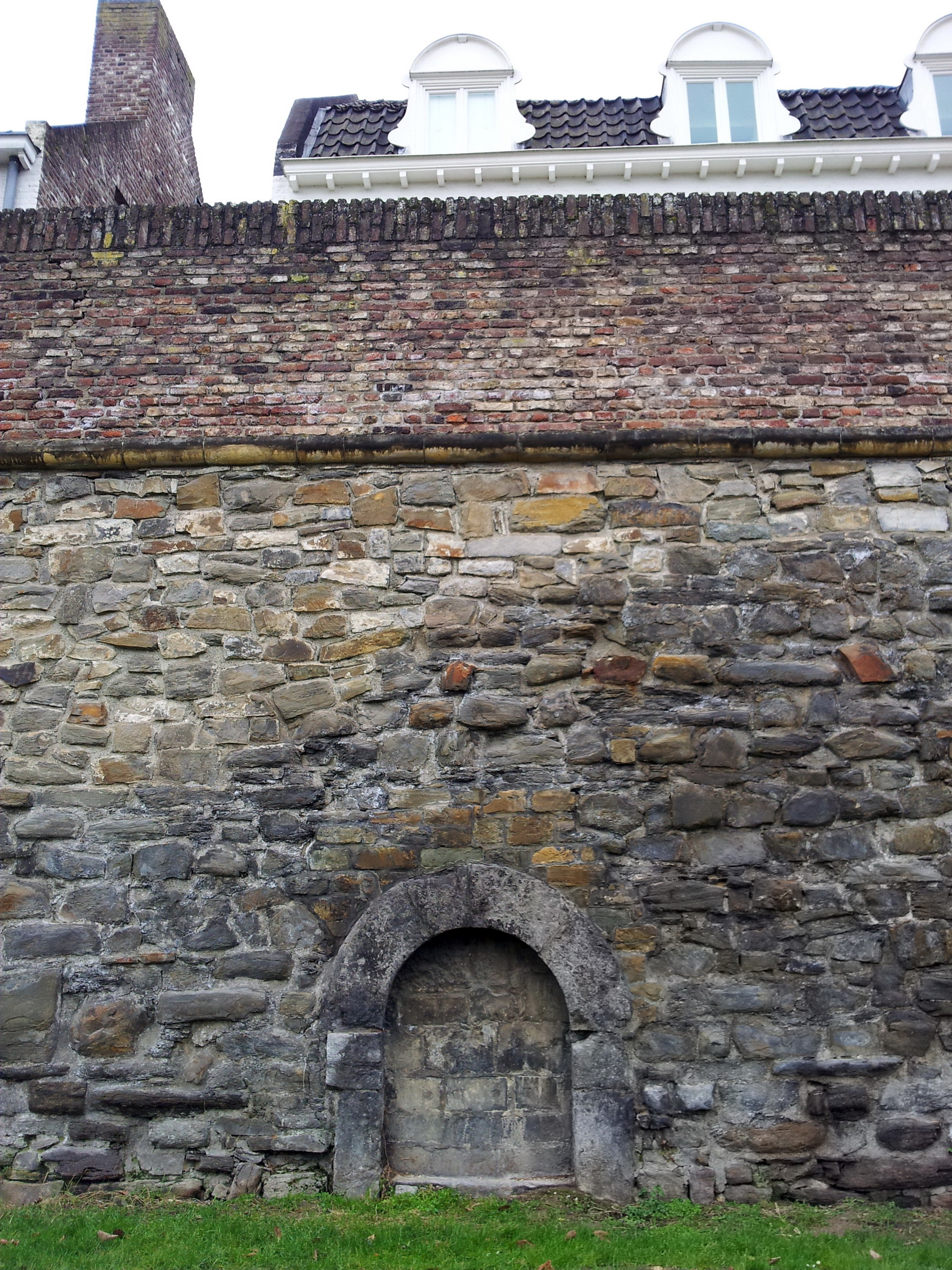
Dichtgemetselde poterne

Terwijl de wal zelf een rijksmonument is, liggen aan de straat op de wal, genaamd Onze Lieve Vrouwewal, enkele huizen die eveneens de status van rijksmonument hebben. De drie wit geschilderde huizen hebben lijstgevels uit de 18e eeuw.

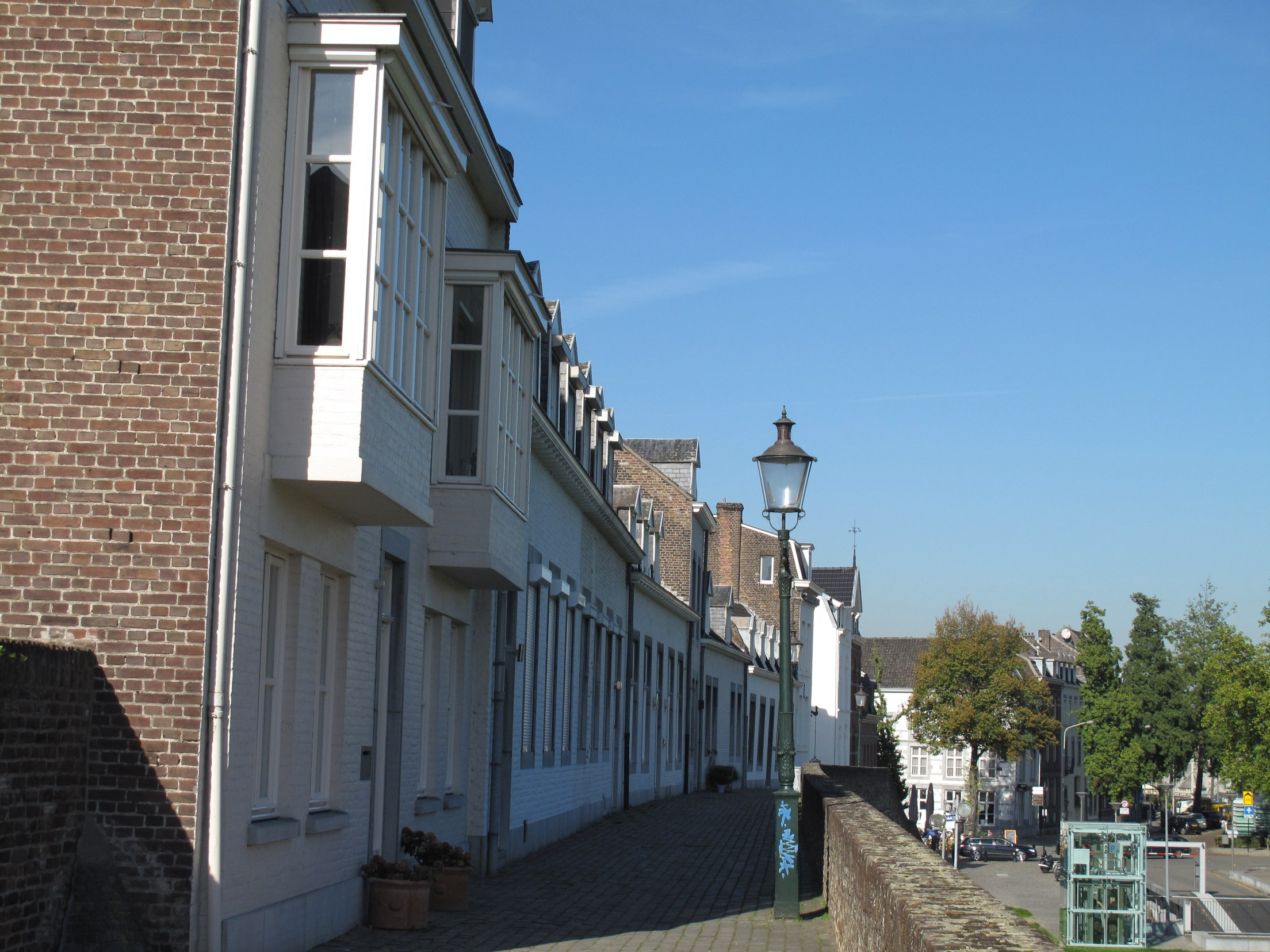
Overzicht bebouwing
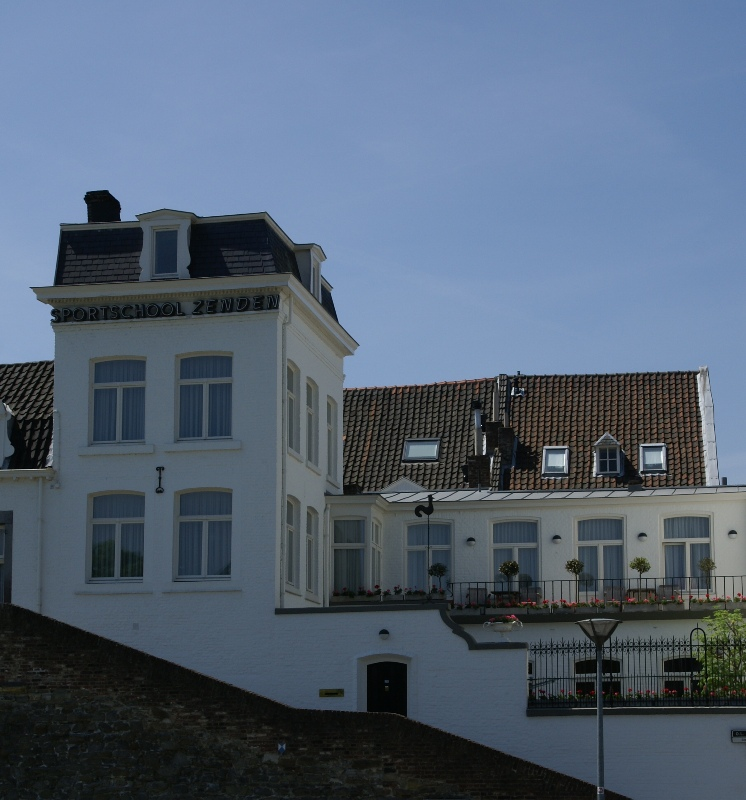
Onze Lieve Vrouwewal 5
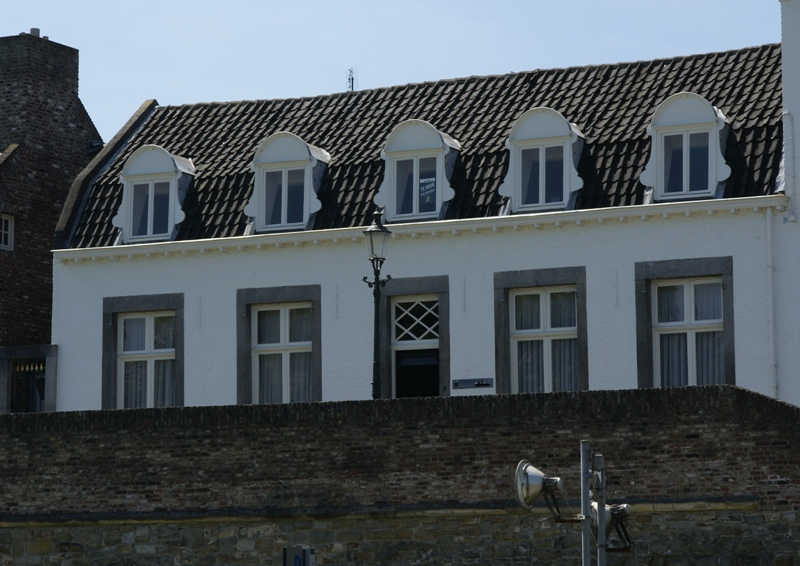
Onze Lieve Vrouwewal 6
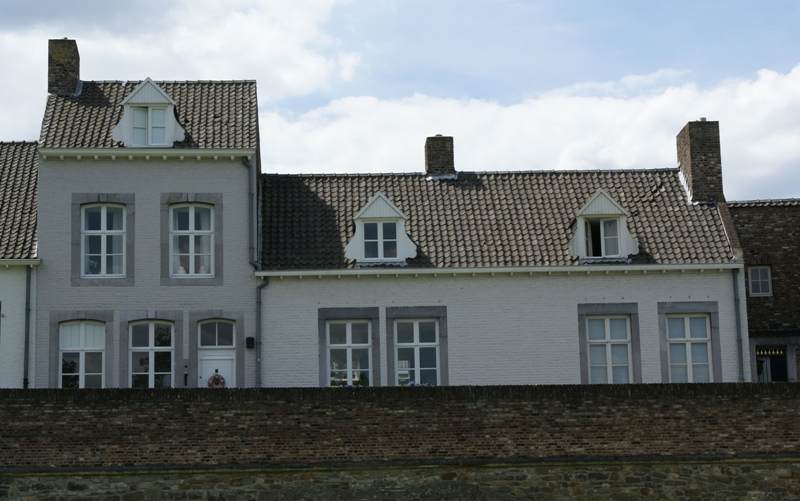
Onze Lieve Vrouwewal 7